# Râul Cetea, Galda
Râul Cetea este un curs de apă, afluent al râului Galda. 

## Hărți
- Munții Trascău  Arhivat în 11 octombrie 2008, la Wayback Machine.
- Harta Munții Apuseni
- Harta Județul Alba